# Antonio Suárez
Antonio Suárez Vázquez, nascido a 20 de maio de 1932 em Madri e falecido a 6 de janeiro de 1981 na mesma cidade, foi um ciclista espanhol que foi profissional de 1956 a 1965.
Foi presidente da Federação Castelhana de Ciclismo, de 1969 a 1973, depois de sua retirada do ciclismo.

## Palmarés
| - 1956 - 1 etapa da Volta às Astúrias - 1957 - 1 etapa da Volta a Espanha - 1 etapa na Volta à Andaluzia - 1 etapa da Volta à La Rioja - 1 etapa da Volta às Astúrias - 2 etapas da Volta a Levante - 1958 - 1 etapa na Volta à Andaluzia - 1 etapa na Bicicleta Eibarresa - 1 etapa no Circuito Montanhês - 1959 - Volta a Espanha , mais classificação da montanha e 2 etapas - Campeão da Espanha de ciclismo de estrada | - 1960 - Troféu Torres-Serdán - 1 etapa da Volta a Espanha - Campeão da Espanha de ciclismo de estrada - 1 etapa na Bicicleta Eibarresa - 1961 - Classificação por pontos da Volta a Espanha , mais 1 etapa - 3.º do Giro d'Italia, mais 1 etapa - Campeão da Espanha de ciclismo de estrada |

## Resultados em Grandes Voltas e Campeonatos do Mundo
| Carreira           | 1956 | 1957 | 1958 | 1959 | 1960 | 1961 | 1962 | 1963 | 1964 | 1965 |
| ------------------ | ---- | ---- | ---- | ---- | ---- | ---- | ---- | ---- | ---- | ---- |
| Giro d'Italia      | -    | -    | -    | -    | -    | 3.º  | 11.º | -    | 16.º | -    |
| Tour de France     | -    | Ab.  | 64.º | Ab.  | 17.º | -    | Ab.  | Ab.  | -    | -    |
| Volta a Espanha    | Ab.  | 21.º | Ab.  | 1.º  | 11.º | 4.º  | -    | 6.º  | -    | 30.º |
| Mundial em Estrada | -    | -    | -    | -    | -    | -    | -    | -    | -    | -    |

-: não participa

Ab.: abandono